# Hans Henrik Reusch
Hans Henrik Reusch (1852-1922) est un géologue norvégien.
Il meurt en 1922 à la Gare de Hvalstad en essayant de monter dans un train.
Il est notamment commémoré par la médaille Reusch décernée par la Société de géologie norvégienne (Norsk Geologisk Forening), et par le nom du Glacier Reusch, en Antarctique.